# Eligio Ayala
José Eligio Ayala (Mbuyapey, 4 dicembre 1879 – 23 ottobre 1930) è stato un politico e funzionario paraguaiano di posizioni liberali radicali.
Fu presidente del Paraguay dal 1º aprile 1923 al 12 aprile 1924 e dal 15 agosto 1924 al 15 agosto 1928.
Laureato in giurisprudenza, Ayala svolse vari incarichi pubblici. Partecipò alla redazione del programma del Partido Liberal (1902) e alla fondazione della Liga de la Juventud Independiente. Eletto deputato (1908), nel 1912 presiedette la Camera dei Deputati. Nel 1916 rifiutò il Ministero delle Finanze, ma poi accettò l'incarico da Manuel Gondra (1920) e lo mantenne fino al 1923, quando assunse la presidenza provvisoria in sostituzione di Eusebio Ayala. Il 17 marzo 1924 si dimise per candidarsi alle presidenziali, che vinse in assenza di altri candidati.
Fu presidente per un intero mandato dal 15 agosto 1924 al 15 agosto 1928.